# Modelbuch

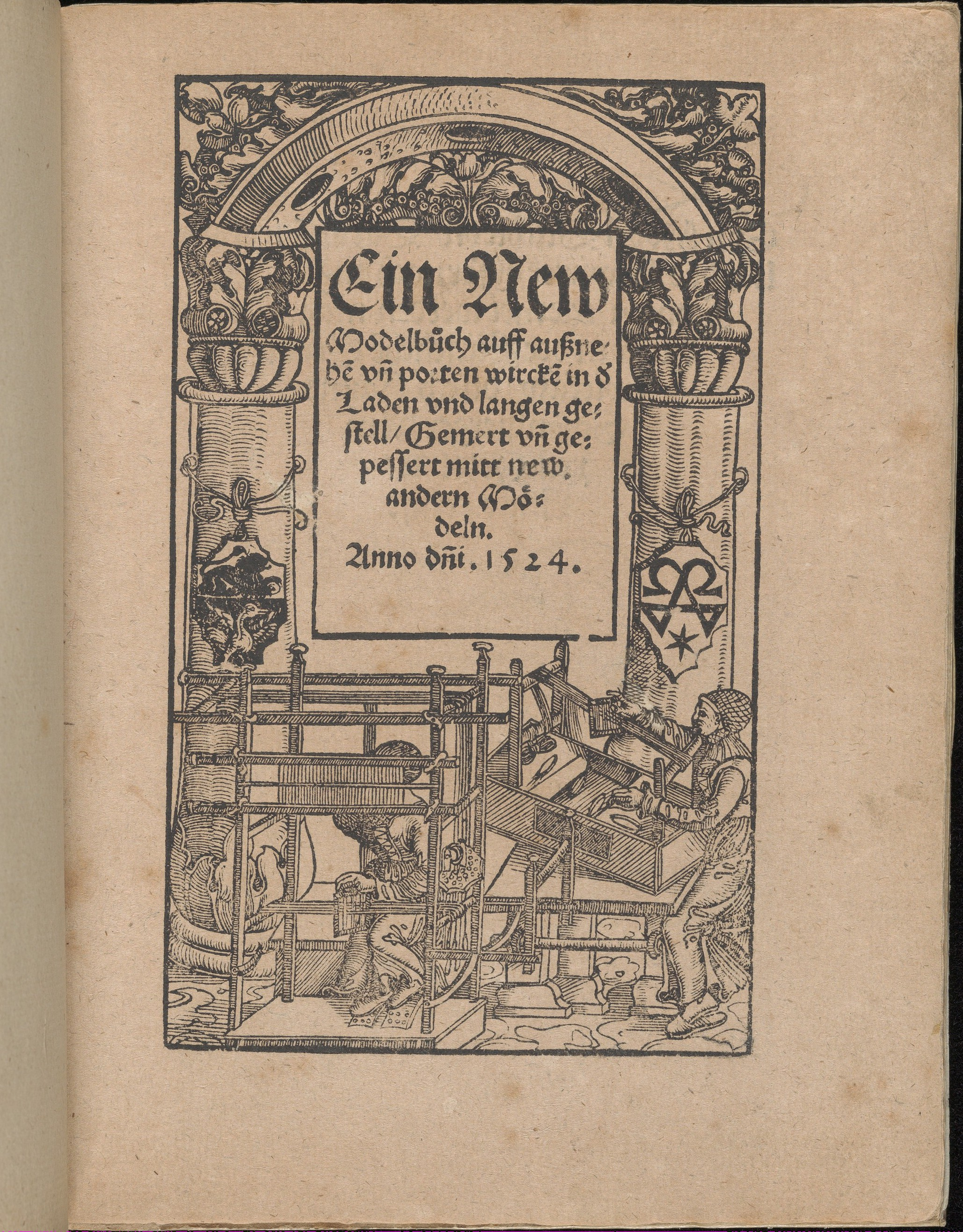
Ein_new_Modelbuch...,_title_page_(recto)_MET_DP363366

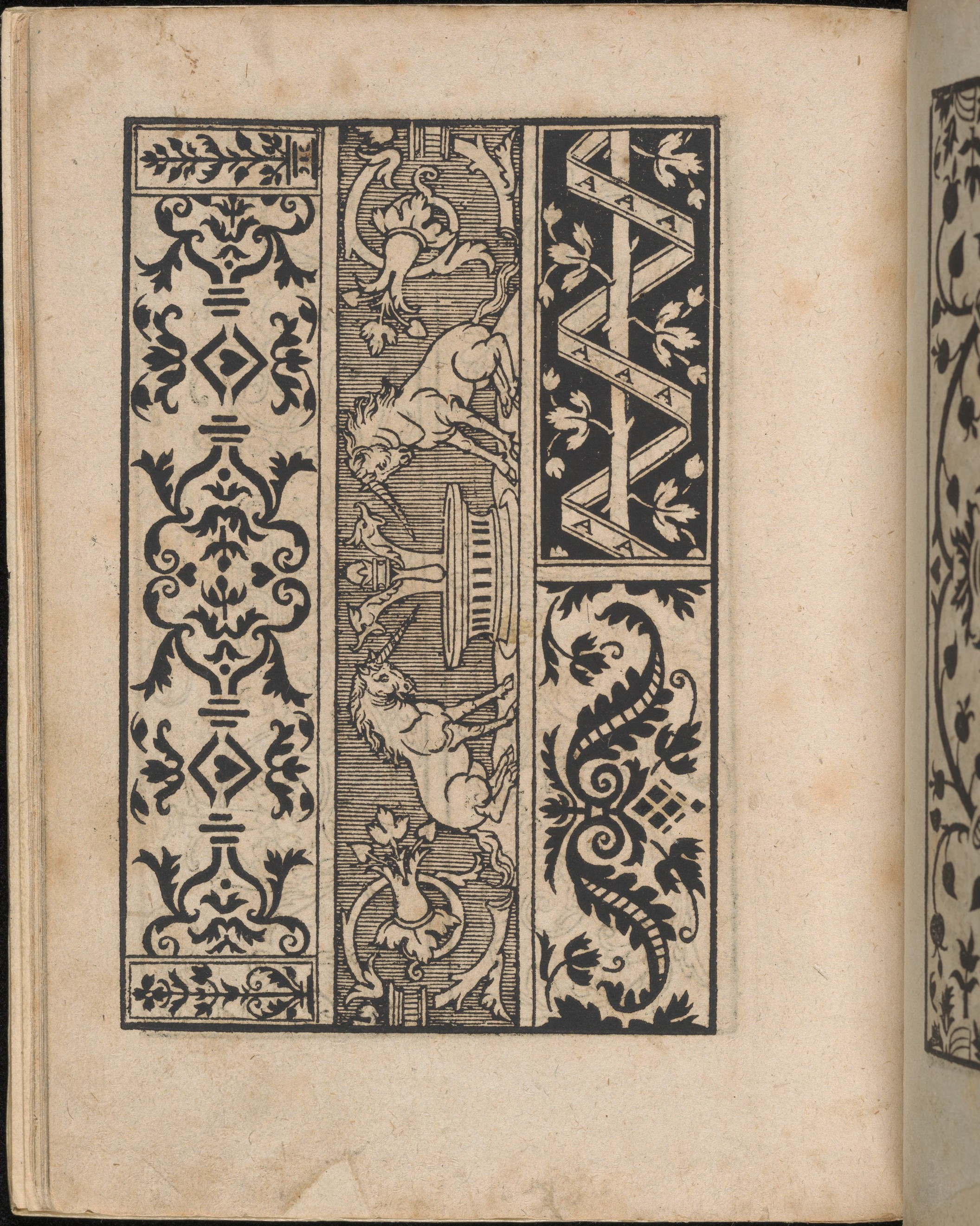
Ein_new_Modelbuch...,_page_6_(verso)_MET_DP363388

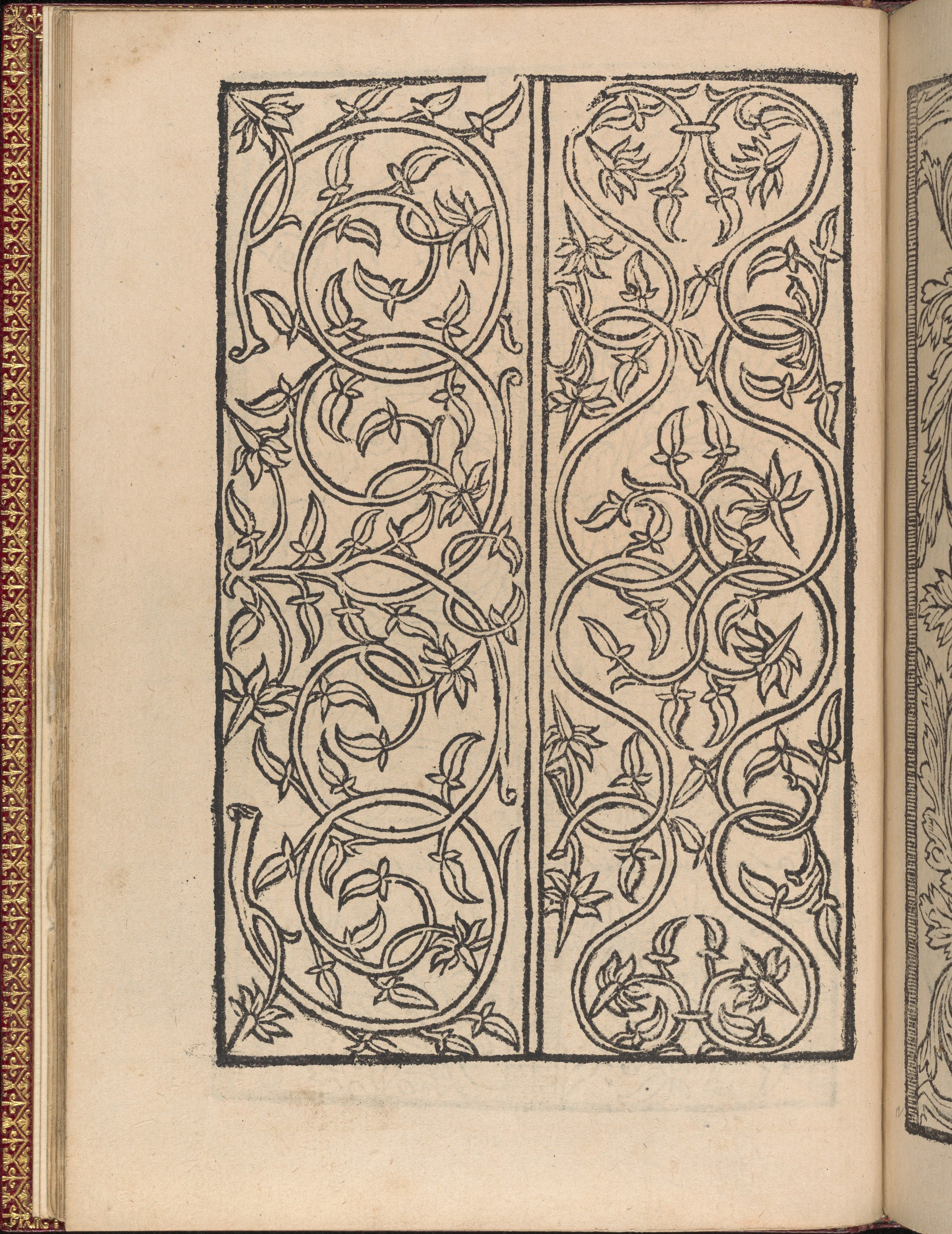
Modelbuch new, aller Art, Nehens und Stickens (page 11v) MET DP365025

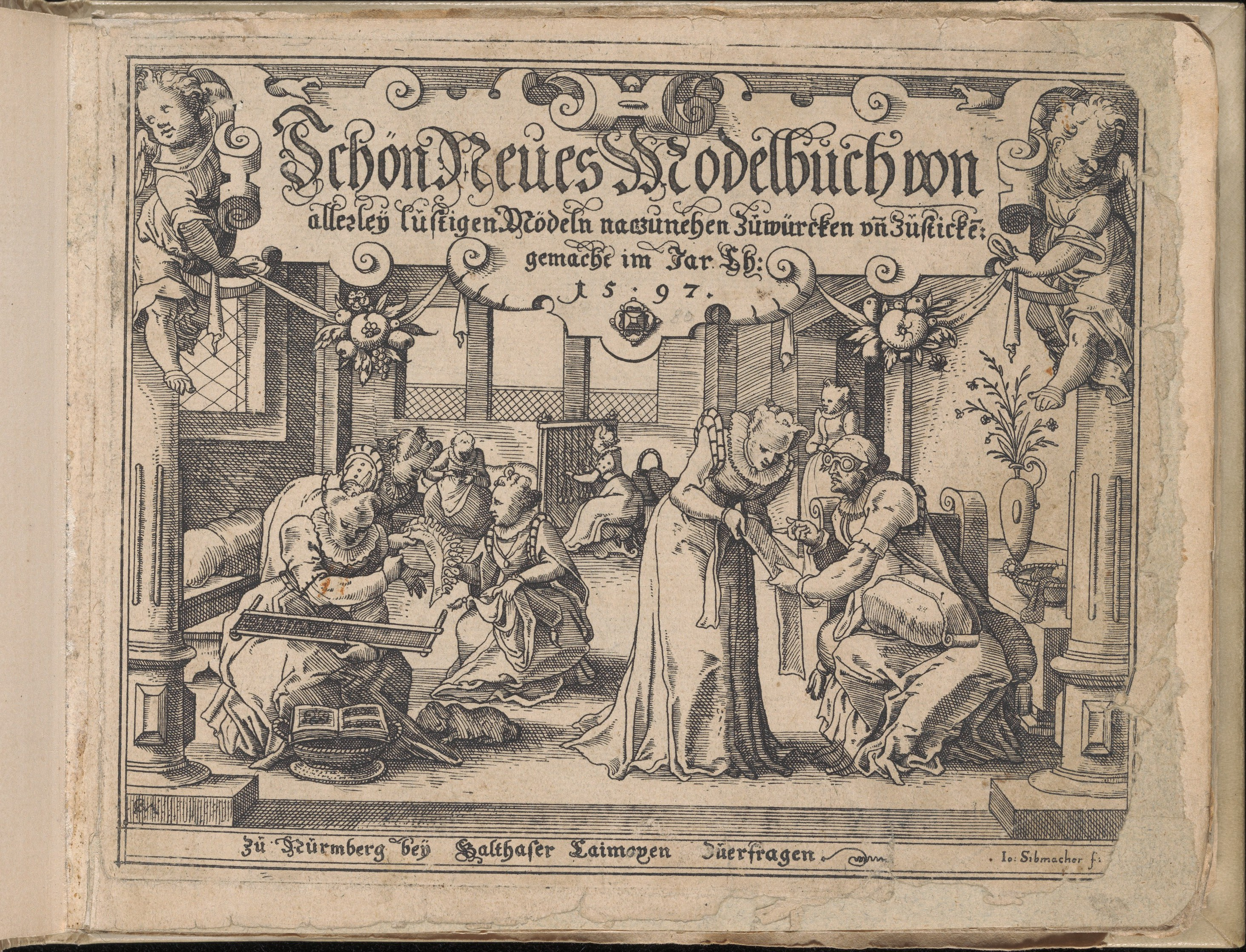
Schön_Neues_Modelbuch_(Title_Page,_1_recto)_MET_DP363466

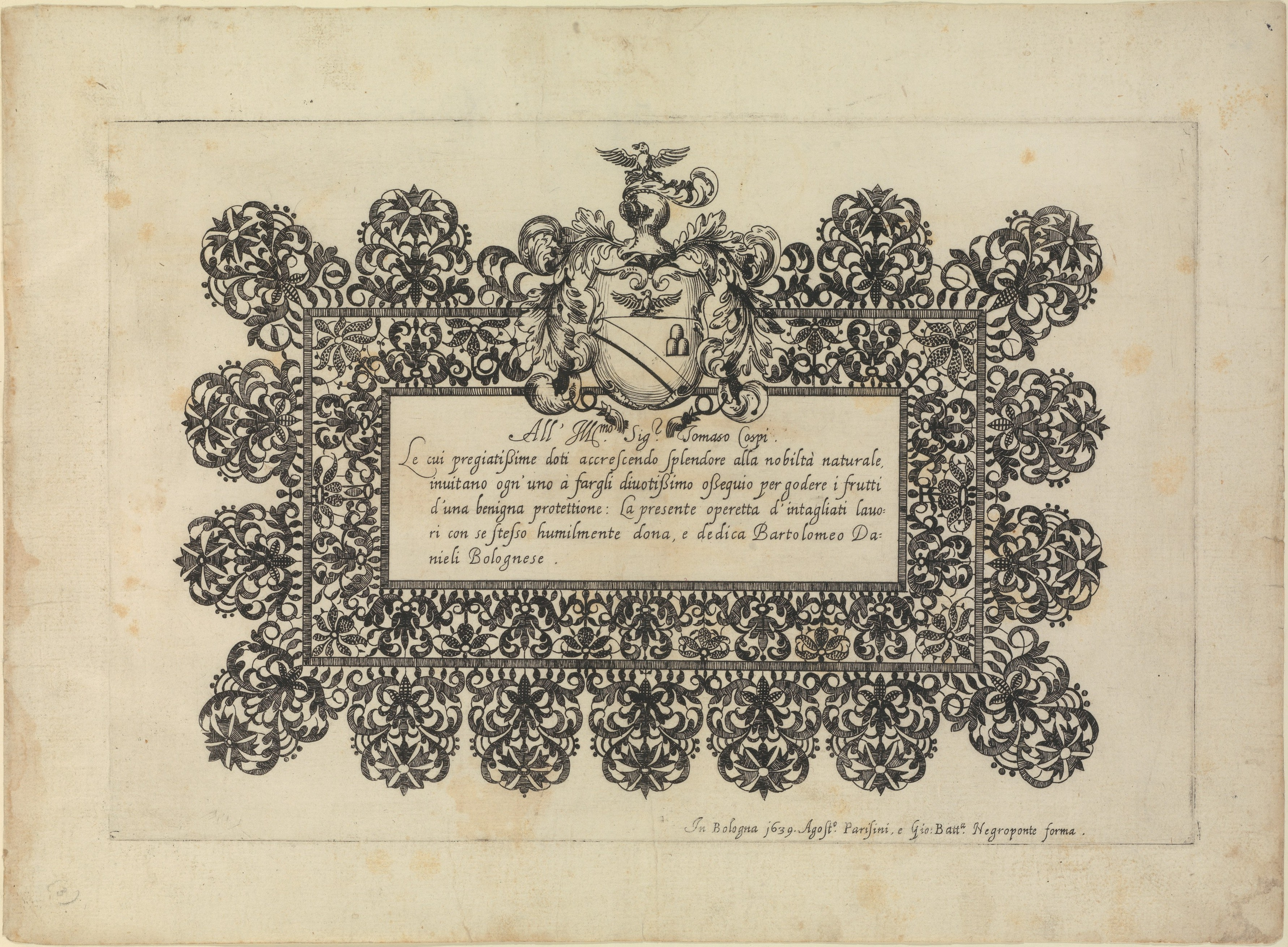
Vari disegni di merletti (page 1r) MET DP239155

Modelbücher sind Mustersammlungen für Borten, Stickereien und Spitzen, die im 16. und 17. Jahrhundert in Form von Holzschnittbüchern und Kupferstichen als Vorlagen für Bortenwirker und textile Handarbeit veröffentlicht wurden. Durch den praktischen Gebrauch sind sie oft nur unvollständig überliefert.

## Geschichte
Alfred Lichtwark betonte 1888: „Es ist noch nicht möglich, eine erschöpfende Uebersicht der Gruppen zu geben, die sich bei kritischem Vergleiche der verschiedenen Ausgaben früher Modelbücher herausstellen.“ Während Peter Jessen 1920 noch feststellen musste, dass eine brauchbare Geschichte der Modelbücher erst auf Basis von Einzelstudien erstellt werden könne, zu der noch ein genaues Verzeichnis fehle, änderte sich diese Situation grundlegend durch die 1933 von Arthur Lotz vorgelegte Bibliographie der Modelbücher.
Nachdem ein 1525 bei Jorg Gastel in Zwickau gedrucktes Buch als ältestes seiner Gattung galt, erwies sich dann ein datierter Druck von Johann Schönsperger dem Jüngeren von 1524 als älter. Diesem ging ein auf das Jahr 1523 zu datierender, aber nicht entsprechend gekennzeichneter Druck Furm oder Modelbuchlein voraus, der in Augsburg gedruckt wurde. Ein Auflistung der insgesamt 156 von A. Lutz ermittelten Titel findet in Bibliotheken und Museen Verwendung.

## Modelbuch-Editionen (Auswahl)
- Bartolomeo Danieli: Vari disegni di merletti. Agostino Parisini & Giovanni Battista Negroponte, Bologna 1639[9]
- Christian Egenolff: Modelbuch aller art Nehewercks und Stickens. Mit ettlichen newen künstlichen vormals verhaltenen Stucken und Stapeln. Frankfurt, ca. 1555 (https://www.digitale-sammlungen.de/de/view/bsb11164667?page=,1)
- Rosina Helena Fürst: Neues Modelbuch. Von unterschiedlicher Art der Blumen und anderer genehten Mödel nach itziger Manier allen Liebhaberinnen dieser Kunst zum besten vorgestellt. Fürst, Nürnberg 1650 (http://diglib.hab.de/drucke/uk-58/start.htm).
- Johann Siebmacher: Schön Neues Modelbuch von allerley lustigen Mödeln naczunehen, zuwürcken unn zusticken. Caimox, Nürnberg 1597 (https://www.digitale-sammlungen.de/de/view/bsb00026001?page=,1)

## Zitat
»Aus der Titelaufschrift des Werkes von 1641 : inuentati e tagliati da Bartolomeo Danieli ergibt sich unzweideutig, daß Danieli die Muster nicht nur entworfen, sondern auch selbst auf die Kupferplatte zur Vervielfältigung gebracht hat. Aber zum Unterschiede von den Herausgebern der zahlreichen venezianischen Stick- und Spitzenmusterbücher, die von Beruf Formschneider, Zeichner, Maler oder Drucker waren, haben wir es hier bei Danieli mit einem Fachmann in der Kunst des Spitzennähens zu tun, denn auf dem Titel des Libro di diversi disegni nennt er sich ausdrücklich Recamatore. […] Danieli war ja nicht nur Zeichner bzw. Radierer, sondern auch selbst Spitzennäher und schuf daher seine Entwürfe mit dem praktischen Blick für die Möglichkeit ihrer Ausführung.«
Arthur Lotz (1931)